# Bambi-Verleihung 1981
Die 32. Bambi-Verleihung fand am 3. April 1981 im Bayerischen Hof in München statt. Die Preise beziehen sich auf das Jahr 1980.

## Die Verleihung
Anlässlich der Bambi-Verleihung 1981 gab Hubert Burda den „Start eines neuen Mediums“ bekannt: Der Bildplatte, die Burda und Philips entwickelt hatten. Burda wollte Spielfilme von einer Art Schallplatte mit Laser abtasten.
Frank Elstner erhielt einen Bambi für die Konzipierung von Wetten, dass..?, das wenige Wochen zuvor zum ersten Mal ausgestrahlt worden war. Die zweite Ausgabe lief am Tag nach der Verleihung. Allerdings blieb dies bisher (Stand März 2018) der einzige Bambi für Frank Elstner. Den nächsten Bambi für Wetten, dass..? gab es erst 30 Jahre später für Thomas Gottschalk.

## Preisträger
Aufbauend auf der Bambidatenbank.

### Beliebteste Kindersendung
Astrid Lindgren für Michel aus Lönneberga

### Beste Moderatorin
Barbara Dickmann für Tagesthemen

### Filmentdeckung des Jahres
Ornella Muti für Flash Gordon

### Opernstar des Jahres
Julia Migenes

### Packendste Sportszene
Karl-Heinz Rummenigge

### Fernsehdrehbuch
Robert Stromberger für Tod eines Schülers

### Unterhaltung
Peter Gerlach

### Schauspielerin des Jahres
Hanna Schygulla für Lili Marleen

### Spaßmacher des Jahres
Dieter Hallervorden

### Unterhaltung
Frank Elstner für Wetten, dass..?